# Start over!
〈Start over!〉(스타트 오버)는 일본의 여성 아이돌 그룹 사쿠라자카46의 노래. 2023년 6월 28일에 사쿠라자카46의 여섯 번째 싱글로 소니 레코드에서 발매되었다.

## 개요
- 사쿠라자카46에 개명 후 전작인 〈음력 3월〉 발매 이후 4개월 만에 발매되는 여섯 번째 싱글이다.

### 내용주
1. ↑  케야키자카46 명의의 싱글 15번째(전달 한정 싱글 2곡을 포함)이다.